# René de Rieux (1548-1628)
Ne doit pas être confondu avec René de Rieux (1588-1651).
René de Rieux, né en 1548 et mort le 4 décembre 1628 à Assé-le-Boisne (Anjou), seigneur de Sourdéac, comte de Bouttevellaye et de Branferenne, est un militaire français des XVIe et XVIIe siècles, plus connu sous le nom de Sourdéac.
Sourdéac est un lieu-dit de Glénac (Morbihan) où Jean V de Rieux, son père, fit construire un château.

## Biographie
Page d'honneur du roi Charles IX, militaire dès l'âge de 14 ans, Sourdéac se bat en duel le 31 mars 1579 contre son tuteur Guy Lallier et le tue (ce dernier était âgé de 80 ans).
|                           |  |  |
| Armoiries de Guy de Rieux |  |  |

René de Rieux  participa au siège de La Rochelle en 1573, puis pendant la 5e guerre de Religion aux sièges de Saint-Lô en 1574 (sous les ordres de Jacques II de Goyon de Matignon) et de Carentan en Normandie, et plus tard à la bataille de Coutras le 20 octobre 1587.
En 1586, il préside l'ordre de la noblesse lors de la réunion des États de Bretagne tenue à Quimper et est élu député de la noblesse du duché de Bretagne lors de la réunion des États de Blois en 1588-1589.
Il succède à son frère Guy de Rieux, mort au retour du siège d’Hennebont, comme gouverneur de Brest en 1590. À l'image de son frère il restera fidèle au roi Henri IV.

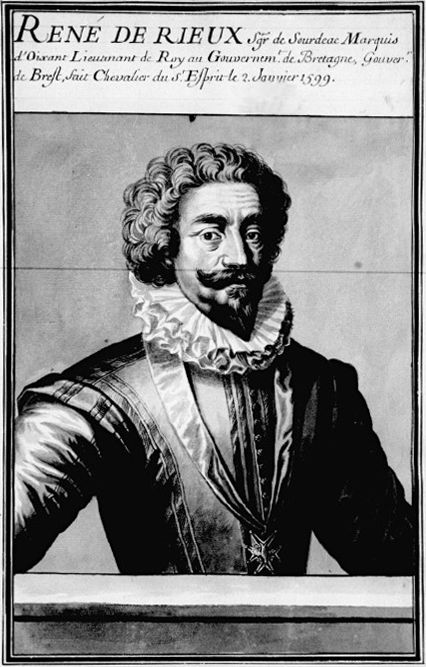

En 1592, cinq à six mille ligueurs investissent Recouvrance (rive droite de la Penfeld). Ils sont repoussés par Sourdéac mais font le siège du château pendant cinq mois. René de Rieux défait les assiégeants en faisant une audacieuse sortie.
Les ligueurs avec leurs alliés espagnols décident, en 1594, d’empêcher le ravitaillement de la place en bloquant l’accès au Goulet. Douze vaisseaux espagnols débarquent à Camaret au printemps le nécessaire pour édifier un important ouvrage fortifié, le fort Crozon (en espagnol : Fort El Leon). Ses tirs avec ceux d’une batterie analogue à construire sur la rive nord doivent interdire la passe à son point le plus étroit.
L’armée royale, dirigé par le maréchal d’Aumont, appuyée par Sourdéac (au passage, elle pille l'abbaye de Landévennec) et un détachement anglais se présentent à la mi-octobre devant le fort. Celui-ci est commandé par le capitaine Praxéde et il est défendu par 400 soldats. Les défenseurs tiendront un mois face à 3 000 Français, 2 000 Anglais, 300 arquebusiers à cheval et 400 gentilshommes. Tous les Espagnols meurent et les assiégeants perdent 3 000 hommes dont le commandant des vaisseaux anglais Martin Frobficher. Le lieu porte depuis cette époque le nom de pointe des Espagnols.
René de Rieux est récompensé par Henri IV qui, dès 1597, érige en sa faveur l’île de Ouessant en marquisat et le fait chevalier du Saint-Esprit le 2 janvier 1599. Il demeure gouverneur de Brest, au moins jusqu'en 1623, et meurt en Anjou le 4 décembre 1628.

## Ses ascendants
René de Rieux est le petit-fils de Jean IV de Rieux, né le 24 juin 1447, sire de Rieux et de Rochefort, baron d'Ancenis, comte d'Harcourt, vicomte de Donges, seigneur de L'Argoët, qui fut nommé maréchal de Bretagne en 1470 et général des armées du duc de Bretagne en 1472, capitaine de la ville de Rennes en 1476 et de celle de Nantes en 1488, année où il commande l'armée bretonne à la bataille de Saint-Aubin-du-Cormier contre le roi de France Charles VIII. La même année, il est aussi nommé exécuteur testamentaire de la duchesse Anne de Bretagne et qui est mort le 9 février 1518 au siège de Salza, sur la frontière d'Espagne.
Il est le fils de Jean V de Rieux qui, après avoir été abbé commendataire de l'abbaye de Prières à Billiers et évêque de Saint-Brieuc puis de Tréguier, finit par se marier tardivement avec Béatrix de Jonchères. C'est le couple qui construisit, à l'emplacement de l'ancien manoir féodal, le château de Sourdéac, achevé en 1550, ce qui explique que René de Rieux fût plus connu sous le nom de Sourdéac.

## Union et descendance
- Marié à Suzanne de Saint-Melaine ( † à Brest 22 mars 1616), dame de Boulévêque (Bourg-l'Évêque), du Pin en Anjou, de Montmartin et autres lieux, fille de Jean de Saint-Mélaine et de Renée d'Andigné, dont :
  - Guy III de Rieux ( † 14 novembre 1640), marquis de Sourdéac, lui aussi marquis d'Ouessant, marié le 11 juin 1617 à Louise de Vieuxpont (Vieux-Pont)[5] ( † 1646), dont :
    - Henriette de Rieux (née en 1624), mariée à Paul, comte des Armoises,
    - Alexandre de Rieux (1620 -  7 mai 1695), « chevalier, seigneur, marquis de Sourdéac, d'Oixant[6], de Neufbourg[7], Coetmeur, Quermelin, comte d'Audour [une seigneurie de l'archidiaconé de Léon] et de Landivisiau où il tenait habituellement résidence »[8]. Il possédait aussi à Paris l'hôtel de Sourdéac, ainsi que le château de Neubourg en Normandie. Ami de Corneille qui lui dédia une pièce "La Toison d'or", il apporta l'opéra italien en France, en créant une troupe qui devint plus tard la Comédie-Française, au Palais-Royal. Original, il avait l'habitude de se faire poursuivre par ses paysans comme un cerf, pour "bien faire circuler les sangs …". Serrurier à ses heures, il invente des machines, qu'il manipule avec dextérité pendant ses spectacles. Ruiné, il fut forcé de vendre une partie de ses biens en 1692[4]. Marié le 10 janvier 1641 à Hélène de Clère (née en 1620), dont il eut plusieurs enfants :
      - Paul Hercule de Rieux (1645 † 3 janvier 1721),
      - Louise de Rieux, marquise d'Ouessant
      - Anne Hélène de Rieux,
      - René Louis de Rieux ( † 1713), marié à Anne Elisabeth de Nivelles,
      - Henri de Rieux ( † 4 décembre 1693),

    - Anne Marie de Rieux, mariée à Léon d'Illiers de Balsac, marquis d'Entragues,
    - Catherine Marguerite de Rieux, mariée le 24 septembre 1647 à Robert d'Esmalleville, baron de Panneville,

  - René de Rieux (1588 † 8 mars 1651), nommé en 1600 abbé commendataire de l'abbaye Notre-Dame de Daoulas et de l'abbaye du Relec, évêque de Léon en 1613. En 1626, il devient aussi abbé d'Orbais dans le diocèse de Soissons
  - Marie de Rieux ( † 1628), mariée le 8 janvier 1617 à Brest avec Sébastien de Plœuc ( † 1644), marquis de Timeur.
  - Anne de Rieux, supérieure des Bénédictines, décédée le 15 avril 1663[9].

## Portrait
- Portrait de René de Rieux au musée des beaux-arts de Brest[10].